# جون هيو (لاعب كرة قدم)
جون هيو (بالإنجليزية: John Vaughan)‏ هو لاعب كرة قدم ومدرب كرة قدم بريطاني، ولد في 1856 في ويلز في المملكة المتحدة، وتوفي في 1935. لعب مع Druids F.C. ‏.